# Алещенко Лев Миколайович
Ле́в Микола́йович Але́щенко (1937—2013) — український лікар-хірург, відмінник охорони здоров'я СРСР, заслужений лікар України, Почесний громадянин Кременчуцького району.

## Життєпис
Народився 1937 року в селі Карповичі Семенівського району Чернігівської області. Закінчив карповицьку середню школу з золотою медаллю, зараховується без іспитів студентом Смоленського державного медичного інституту, який успішно закінчив у 1962 році — за спеціальністю «лікувальна справа». Того ж року почав працювати хірургом в селі Мехонське Курганської області.
З вересня 1966 року — завідувач хірургічного відділення Кременчуцької центральної районної лікарні. Працював під керунком Якова Вітебського.
В ЦРЛ впровадив у практику всі види операцій на щитовидній залозі — по причині зобу і базедової хвороби, операції пластики вентральних гриж, реконструктивні операції на шлунку. Розробив комплексний метод лікування хворих з гострим панкреатитом. Заснував хірургічну тактику при апендикулярних інфільтратах, метод аутоінфузії крові в терапії виразкової хвороби шлунка й 12-палої кишки.
1999 року переведений на посаду лікаря-хірурга стаціонару, до останнього дня життя був на роботі.
Проходив підвищення кваліфікації — у Харківському інституті удосконалення лікарів тричі — в 1968, 1992 та 1997 роках, 1988-го — в Київському НДІ клінічної експериментальної хірургії, Ленінградському державному інституті удосконалення лікарів (1985 рік), Центральному інституті удосконалення лікарів м. Москва (1975, 1976 роки).
Відділення, яке він очолював, у 1975 і 1976 роках було обласною школою передового досвіду з організації невідкладної хірургічної допомоги.
П'ять разів його колектив заносився на районну Дошку Пошани колективів Кременчуцького району, нагороджений Червоним прапором — «Переможцю соціалістичного змагання».
Був керівником лікарів–інтернів з хірургії Української медичної стоматологічної академії.
За своє життя він провів 25 904 операції[неавторитетне джерело].
Депутат п'яти скликань Кременчуцької районної ради, був головою постійної комісії з питань охорони здоров'я та соціального забезпечення.
Був делегатом двох Всесоюзних з'їздів хірургів — в містах Києві і Мінську, делегатом всіх з'їздів хірургів України (Київ, Донецьк, Харків, Хмельницький, Одеса, Полтава).
Похований на кладовищі в місті Кременчук — по вулиці тоді Маршала Жукова біля своїх батьків, (в минулому селище Велика Кохнівка).

## Нагороди та відзнаки
- почесний знак «Відмінник охорони здоров'я» (1972)
- Заслужений лікар УРСР (1988)
- Почесний громадянин Кременчуцького району (2006)
- ювілейна медаль — «За звитяжну працю. На відзначення 100-річчя від дня народження В. І. Леніна»
- Почесна відзнака товариства Червоного Хреста і півмісяця (1978)
- на хірургічному відділенні Крменчуцької ЦРЛ встановлено меморіальну дошку.